# Justizamt Plötzkau
Das Justizamt Plötzkau war bis 1847 eine Gerichts- und Verwaltungseinheit im Herzogtum Anhalt-Bernburg mit Sitz in Plötzkau.

## Geschichte
Das Justizamt entsprach im Umfang dem bisherigen Amt Plötzkau, das aus der früheren Grafschaft Plötzkau entstand. Ab 1810 wurden die landesherrlichen Verwaltungs- und Gerichtseinheiten in Anhalt-Bernburg einheitlich Justizamt genannt. Es umfasste den Flecken Plötzkau, zwei Pfarrdörfer, zwei Kirchdörfer und ein Dorf ohne Kirche sowie ein herzogliches Gut mit zusammen 2788 Einwohnern (1830). Die Dörfer waren Bründel, Großwirschleben, Aderstedt, Osmarsleben, Bullenstedt und Gröna. Das Justizamt war sowohl Gericht erster Instanz als auch Verwaltungsbehörde. Als Appellationsgericht diente die herzogliche Regierung in Bernburg.

## Neuorganisation 1847
Im Jahr 1847 wurde das Stadt- und Landgericht Bernburg als "Untergericht mit kollegialischer Verfassung" und erweiterten Befugnissen gebildet. Es übernahm die Aufgaben der Justizämter Bernburg, Plötzkau und Mühlingen sowie des Stadtgerichts Bernburg.